# 日曜洋画劇場
『日曜洋画劇場』（にちようようがげきじょう）は、1966年10月1日から2017年2月12日までの約50年間にわたってテレビ朝日（旧：NETテレビ）系列で放送されていた映画番組である。
2013年3月31日までは単独枠として毎週放送されたが、2013年4月7日以後は単発特番枠『日曜エンターテインメント』（以下『日曜エンタ』）の一企画扱いとして、映画を取り上げる場合に『日曜エンタ・日曜洋画劇場』の二重冠での不定期放送に移行していた。
番組を終了するまでは、テレビ朝日の看板番組の一つであった。また長寿番組としても知られ、映画番組としては放送期間が日本の歴史上最長であった。

## 概要
番組開始当初は、土曜日の同時間の放送だったため『土曜洋画劇場』（どようようがげきじょう）というタイトルで放送されていた（放送期間は1966年10月1日 - 1967年4月1日）。1967年4月9日より日曜日の枠に移動し、その際にカラー放送化された。
基本的にはタイトルどおり「洋画」を放送。邦画および『X-ファイル』・『ナイトライダー』などの海外ドラマ、テレビ朝日系列で放送されたドラマ作品も「特別企画」として放送することがあった。なお、不定期放送移行後はその番組名にも関わらず、邦画の放送が増え洋画の放送回数が減少。最末期の2016年は洋画放送は5本のみで、放送終了の2017年は1本も洋画が放送されなかった。
アニメ映画の放送は、2010年までなく極稀であった。テレビ朝日製作アニメである『ドラえもん』と『クレヨンしんちゃん』の劇場版は通常放送されている金曜19時台（当時）開始で編成され、『STAND BY ME ドラえもん』のみ超大作扱いや鑑賞対象年齢層の違いなどから本枠で放送された。
特別企画など、放送された映画関連のプレゼントクイズおよび、テレビ朝日製作映画の鑑賞券などのグッズが当たるプレゼントが極稀に行われており、電話（テレドーム形式）で応募を受け付けていた。なお、当選連絡は翌週の番組放送中に行われた。

### 解説者
番組放送開始から、映画評論家の淀川長治が映画を放映する前後で解説を担当。1998年に現役のまま89歳で死去するまで約32年間にわたり出演し、解説数は計1629本であった。
独特な節回しや、番組末尾の「それでは次週をお楽しみ（御期待）下さい。サヨナラ、サヨナラ、サヨナラ...」の名調子で親しまれた。没後も、旧作放送の際に何度か生前の解説が流用され、2006年・2012年には淀川の解説のみ収録したDVD『淀川長治の名画解説』が発売。放送50周年記念のオープニングにも登場するなど「番組の顔」であった。
淀川没後は後任を置かず、ナレーションとして声優の大塚明夫が簡潔な解説を行っていた。2003年10月から一時期は、テレビ朝日開局45周年と六本木ヒルズへの社屋移転を機に、週替わりで有名人・著名人らが冒頭でその映画についての思いを語るという構成だったこともあった。
過去には小林一枝などテレビ朝日アナウンサーが、次回予告などのナレーションをしたことがある。

### 放送時間と編成
基本的には映画の全編は放送せず、放送時間に合わせ所々をカットして放送したが、大作の場合は、前後編の2回に分けて放送したり、枠を延長してノーカットで放送する事もあった。
『全英オープンゴルフ』（最終日）、国政選挙投開票日当日の『選挙ステーション』、年末年始特別編成などで番組が休止される事があった。又、『氷点』（2006年）や『点と線』（2007年）等、通常の『土曜ワイド劇場』枠と合わせた「土曜・日曜2夜連続スペシャルドラマ」が放送される場合もあり、その時は『日曜洋画劇場』としては放送休止となる（スポンサーも変更）。過去に「ウィンブルドンテニス男子シングルス決勝」の放送権をテレビ朝日が持っていた場合は、その衛星生中継による休止もあった。
1970年代までは、12月31日（大晦日）が日曜日となった場合にも放送された例がある（1972年等）。映画自体は質の高い物や人気作品が放送されたが、当時存在感が大きかった『NHK紅白歌合戦』と放送時間帯が重なり視聴率は非常に低く、歴代ワースト視聴率はこの場合が占めた。この場合の視聴率の低さについて、淀川は著書で残念がっている。
1978年の音声多重放送開始後は2か国語放送を行い、作品によっては第1音声を日本語吹き替えの5.1chサラウンド、第2音声を原語のステレオ音声で放送されることがある。例外として、2000年5月7日の『ロミオ+ジュリエット』では字幕を表示し、2か国語の主音声を英語、副音声を日本語吹き替えで放送した。
『日曜エンタ』が開始してからは、20:58 - 21:00に見所を紹介する『今夜の日曜洋画』も別途放送していた。

### 放送時間の変遷
単独番組として放送された期間のみ、放送時間を記す（『日曜エンタ』の一企画として放送されている期間については同項を参照）。
| 放送期間               | 放送時間 (JST)    | 放送分数 |
| ---------------------- | ----------------- | -------- |
| 1966年10月 - 1967年3月 | 土曜21:00 - 22:56 | 116分    |
| 1967年4月 - 2011年9月  | 日曜21:00 - 22:54 | 114分    |
| 2011年10月 - 2013年3月 | 日曜21:00 - 23:10 | 130分    |

## 歴史

### 発足から1980年代まで
NETテレビ（テレビ朝日）は他局より開設が遅かったことから、戦略や差別化の結果、海外ドラマの放送が多かった。その中で、当時先進的だったアメリカの3大ネットワークが行っていた2時間枠の映画番組を参考に、本番組の企画も生まれたという。
テレビで洋画を見るというコンセプトで、松岡謙一郎取締役編成局長（当時）により放送が決定。視聴率確保のため番組開始の5分で勝負することと、当時の情勢から海外（作品）と日本（視聴者）を結びつける"メディア"の必要を考えた松岡により解説者を置くこととなり、海外ドラマ『ララミー牧場』の解説が好評を得ていた淀川長治が起用された。淀川も、予定されていたラインナップを見て「これを断れば、私は私という映画人間をわが手で殺すこととなる」と感じ、オファーを受諾したという。また、英語のわからない人にも楽しめるよう吹き替えでの放送が決まり、日本語版制作には大きく力を入れることとなる。主要スポンサーには、企業イメージの合致や社の洋画志向が強いなどの理由で、サントリー、松下電器（現・パナソニック）、ネッスル日本（現・ネスレ日本）、レナウンがつく。以降、この4社によるスポンサー体制は1992年12月まで長年続けることとなった。
第1回放送作品は『裸足の伯爵夫人』。カットやトリミングを余儀なくされるなどの技術的な問題、映画ファンからは字幕放送でないことや「映画は劇場で観る」という意識の強さから反発もあり、決して順調なスタートとは言えなかった。だが淀川の軽妙で親しみやすい解説と放送される数々の名画により徐々に人気が出始め、NETテレビ→テレビ朝日の看板番組として定着した。また、映画に対して硬派な視点を持つ淀川も、本番組については「映画に親しんでもらうため、劇場で映画を見に行くようにさせるための手引き」という観点からこの番組の解説を行なっていたようである。
1967年4月9日、番組初のカラー作品『誇りと情熱』が放送。しかし、当時はカラー作品が少ない時代だったため、カラー放送開始後も白黒映画を放送する場合、淀川の解説も白黒で撮影された。これは、映画の雰囲気に合わせるための心がけだった。
1980年代までのこの時期は、ハリウッド映画よりもヨーロッパ映画を多く放送していた。なかでも日曜洋画劇場はアート志向が強く、フランス映画を多く放送しNHKに匹敵するほどであった。また、当時の日本円の弱さから大作をほとんど獲得できず、放送作品のほとんどがB級作品であり、現在では視聴不可能な無名作品も多い。有名な作品の放送は年に数回といった状況が長く続いた。これは他局もその傾向であり、このころの時流といえる。

### 1980年代から1998年まで
1980年代に入ると日本円が強くなったため、娯楽性の高い作品・話題作を積極的に取り上げるようになる。『スーパーマン』を始め、『ダイ・ハード』や『バック・トゥ・ザ・フューチャー』等の人気作品をいち早く放送し、高視聴率を上げた。大作にも積極的であり『アマデウス』、『ラストエンペラー』、『JFK』、『ダンス・ウィズ・ウルブズ』等の超大作は時間を延長して放送された。『2001年宇宙の旅』のテレビ初放送も1980年代に当番組で実現し、番組開始時からのアート志向も薄れたとはいえ健在であった。
また、当時テレビ朝日で放送されていた海外ドラマ『ナイトライダー』、『特攻野郎Aチーム』、『X-ファイル』等のスペシャル版も放送されていた。特に『特攻野郎Aチーム』は、主役のジョージ・ペパードが急逝した折には追悼放送がされるなど人気演目の一つであった。
この1980年代から淀川が逝去するまでの1998年までは、文字通り番組の黄金時代であったといえる。また邦画が放送されたこともしばしばあったが（特別企画扱いで放送）、その場合は淀川の解説は全くなかった。これは、淀川と映画会社やスポンサーサイド、映画スタッフとの軋轢を避けるためであった。
1988年5月には、テレビ朝日開局30周年特別番組・番組開始1100回を記念して「淀川長治・わが青春のハリウッド」と題したドキュメンタリー番組が放送された。

### 淀川の死、リニューアルまで
1998年11月11日、前日に収録された11月15日放送の『ラストマン・スタンディング』の解説を最後に、淀川は現役のまま89歳で死去。その『ラストマン・スタンディング』開始前には、約30分にわたり「サヨナラ 淀川長治さん 89年の輝ける映画人生」のタイトルで追悼番組が組まれた。
その後は番組編成が変更。解説枠が廃止されると同時に、その部分は映画本編の放送に充てられることとなった。そのため、しばらくはカット放送でも本編放送時間が若干長くなり、過去に放送した作品はその部分のために吹き替えの追加収録を行うこともあった。
地上波デジタル全国放送開始（2006年）以前の2000年代前半頃までは、テレビ東京の『木曜洋画劇場』と同様に、リマスターしていない低画質の映像や退色した映像をそのまま放送することも多かった。
2004年6月13日には地上波デジタル放送限定であるものの、『アクシデンタル・スパイ』を5.1chサラウンドで放送。以後、大作などは基本的に5.1chサラウンドで放送された。2006年10月1日からは地上波デジタル放送でデータ放送も実施。
2007年5月27日、地上波初放送となった『パイレーツ・オブ・カリビアン/呪われた海賊たち』で、12年ぶりに25%を越える高視聴率（26.5%）を記録。淀川の逝去以後では最高の記録を達成する。
その後も2009年3月8日『トリプルX ネクスト・レベル』・8月2日『トルネード/地球崩壊のサイン』・9月13日『9.11アメリカ同時多発テロ 最後の真実』等の日本劇場未公開作を放送している。
2010年7月25日、番組史上初のアニメ映画として『トイ・ストーリー2』を放送。以降は番組終了までに『トイ・ストーリー3』（2012年7月8日）、『モンスターズ・インク』（2013年7月14日）、『STAND BY ME ドラえもん』（2015年8月30日、2017年2月5日）の4作品が放送された。
2010年以降、スマートフォンや定額制動画配信サービスの台頭などによる影響が顕著になり、安定していた視聴率も大きく下降線をたどるようになる。2012年7月以降は、これまでのスポーツ中継やスペシャルドラマに加え、バラエティの特番で休止するケースが増加。2013年の2月に至ってはバラエティの特番、スペシャルドラマの編成のために、当番組は全て休止になるなど、実質的な不定期放送となった。
リニューアル前の最後の洋画放送作品は3月17日放送の『トランスフォーマー/リベンジ』（30分拡大）で、邦画は3月31日放送の『相棒 -劇場版II- 警視庁占拠! 特命係の一番長い夜』となった。

### リニューアル、番組終了
2013年3月6日に行われたテレビ朝日の4月期改編説明会において番組枠を『日曜エンターテインメント』（略称『日曜エンタ』）としてリニューアルすることが発表。新枠では大型ドラマ、バラエティー特番など多彩な番組を編成し、映画放送時のみ『日曜エンタ・日曜洋画劇場』の二重冠を使用することとなる（ただし、従来通り『日曜洋画劇場』と表記する場合もあった）。リニューアル後初放送となったのは『ツーリスト』であった。
このリニューアル以降、放送回数の減少だけでなく邦画の放送が多くを占めるようになる。2016年12月18日には、『バイオハザード: ザ・ファイナル』公開に伴う『バイオハザード』シリーズ3作連続放送として『バイオハザードIV アフターライフ』を放送。これが最後の洋画放映となった。
2017年、『日曜エンタ』枠自体が3月19日放送分で廃止。特番を挟み、4月から枠を1時間ずつに分け、21時台に『サンデーステーション』を新設、22時台には月曜20時台から『しくじり先生 俺みたいになるな!!』を移設したことにより『日曜洋画劇場』も完全に終了となった。最後の放送作品は、2月12日放送の『相棒 -劇場版- 絶体絶命! 42.195km 東京ビッグシティマラソン』であった。これ以降、地上波の全国ネットで定時放送されている映画番組は金曜日の日本テレビのみとなった。
『日曜洋画劇場』の終了により、旧NETテレビ時代から放送していたテレビ朝日のゴールデン・プライム帯（GP帯、19時 - 22時台）のレギュラー番組は全て終了となった。

## 演出

### 番組タイトルロゴ
初代（使用期間：番組開始 - 2003年9月）
明朝体のシンプルなもの。色の変更や影をつけ立体感を出すなど若干の変化は何度かあったが、基本的なデザインは同じであった。
2代目（使用期間：2003年9月 - 番組終了）
オープニング変更と共に一新されたもの。
「日」の部分をフィルム用リールのようなデザインにし、そこから伸びるフィルムに見立てた線が残りの「曜洋画劇場」の下に引かれる。その線の下には小さく「SINCE 1966」と表記された。

### 歴代オープニング
初代オープニング（使用期間：1966年10月 - 1969年9月）
テーマ曲「NET土曜洋画劇場テーマ」（作曲者不明）
アカデミー賞のオスカー像をモチーフとした切り絵アニメーション。初期はモノクロで、後にカラー化された。
2代目オープニング（使用期間：1969年10月 - 1984年9月）
テーマ曲「NET日曜洋画劇場テーマ」（作曲：神津善行）
マリリン・モンローなど往年の映画スターが登場する万華鏡の中のような映像が流れる中、最後に番組名が表示される。
3代目オープニング（使用期間：1984年10月 - 1996年9月）
テーマ曲「日曜洋画劇場オープニングテーマ」（作曲：あかのたちお）
映画の撮影現場をイメージした影絵のイラストが浮かび上がる。
4代目オープニング（使用期間：1996年10月 - 2003年9月）
監督：大林宣彦、撮影：今関あきよし
タイトルは「チャップリン」。放送30周年を機に制作。
大林曰く、20秒のタイトルバックに映画百年の歴史を凝縮した内容で、淀川のことも考え1コマ1コマを手作りで作ったという。
5代目オープニング（使用期間：2003年10月 - 2010年3月）
タイトルは「天動説」。バベルの塔をモチーフにしたCG作品。
映画『ドラえもん のび太の南海大冒険』の劇中音楽の一部分を使用している（作曲は大江千里）。
6代目オープニング（使用期間：2010年4月 - 2016年9月）
企画・制作：ロボット
タイトルは「世界でいちばん大きな映画館」。
7代目オープニング（使用期間：2016年10月 - 同年11月）
音楽：Open Reel Ensemble、制作担当：横井勝（テレビ朝日コーポレイトデザインセンター）
番組開始50周年を記念した限定のもの。 洋画放送限定だったため、使用されたのはわずか2回限りとなった。
歴代6作の映像をリミックスして紡ぎ1本のフィルムにつなげるというコンセプトのCG作品で、淀川も登場する。

### 歴代エンディング
初代エンディング（使用期間：番組開始 - 1999年3月28日）
テーマ曲「So in Love」（作曲：コール・ポーター）
声優などの吹き替えスタッフ→番組スタッフのクレジットが切り替え式で表示されるもの。
背景には、放送した映画に関するイラスト（後に、場面のスチール写真やダイジェスト映像へ変更）がうつされる。
BGMになった「So in Love」は、後に映画となったミュージカル『キス・ミー・ケイト』の挿入曲である。使用音源は2種類ある。
1. モートン・グールド楽団による演奏で、グールド自身が編曲・ピアノ・指揮したもの。
2. クロード・フィリップ・オーケストラによる演奏。1974年に、当時のフィリップス・レコードがアルバム『日曜洋画劇場〜ヒット・スクリーン・テーマ』として発売した音源によるもの（初出レコード番号：FX-8062）。上記のモートン・グールドの演奏のアレンジを基にしたもの。

※この後はエンディングが廃止となり、次回予告映像の下でスタッフロールが流れる方式となった。

### その他
2代目オープニング開始時から3代目オープニング終了まで、提供画面は赤いリボンを拡大した画像が使用された。

## 吹き替えについて
他局の映画番組も同様であったが、番組開始から2000年代までは、ほとんどの作品で独自の日本語吹替版を制作して放送。配役に関しては、他局とは異なり話題作り等のタレント吹替は滅多に行わず、本職の声優（俳優）を起用していた。
2009年時点では、その長年の放送で培ってきた「正統派」の製作技術やキャスティングに定評があった。また、その当時の吹替がそのまま他局でも放映されたり、「テレビ朝日版」としてソフト収録されることも多い。

### フィックス制度
本番組は、洋画の日本語吹き替えにおいて俳優のフィックス（専属声優）制度を確立した番組といわれている。
それまでの吹き替えは「スケジュールの空いている人を集めて役を割り充てる」という方法が主流だったため、「放送の度に同じ俳優でも声が違う」という状態がほとんどだった。しかし、NETテレビは番組を開始するにあたり「吹き替え声優の固定化」を打ち出し、人選のためディレクター11人によるプロジェクトチームを発足。当時、映画誌『スクリーン』で人気だったスター俳優・女優に以下の声優を決定した。その声優の出演料には条件付き で割増金が支払われたという。
- ゲーリー・クーパー：黒沢良
- ジョン・ウェイン：小林昭二
- ジャン・ギャバン：森山周一郎
- ソフィア・ローレン：今井和子
- クラーク・ゲーブル：納谷悟朗
- ハンフリー・ボガート：久米明
- ブリジット・バルドー：小原乃梨子
- デボラ・カー：水城蘭子
- バート・ランカスター：久松保夫
- ウィリアム・ホールデン：羽佐間道夫[15]
- グレゴリー・ペック：城達也
- ケーリー・グラント：田口計
- リチャード・ウィドマーク：大塚周夫
- マリリン・モンロー：向井真理子
- ポール・ニューマン：川合伸旺
- スーザン・ヘイワード：三條美紀
- ナタリー・ウッド：渋沢詩子
- ドリス・デイ：楠トシエ
- カーク・ダグラス：宮部昭夫
- オードリー・ヘップバーン：池田昌子
- モンゴメリー・クリフト：山内雅人
- ヘンリー・フォンダ：小山田宗徳
- イブ・モンタン：臼井正明[15]
- アラン・ドロン：野沢那智

その後、条件を満たすことができなくなった等、何らかの理由で行われなくなったフィックスもあったが、以上の吹き替えはほとんどが視聴者にも支持され、また、他局もこれに順じたキャスティングをしたり独自のフィックスを行う様になった結果、フィックス制度が浸透することとなった。さらに、本番組は時代に合わせて新しいフィックスを生み出すことも多かった。

### その他
『バイオハザードIII』のキャスト選考に関しては、放送前に前2作をフジテレビの『土曜プレミアム』版そのままの吹き替えで放送し、その吹き替えのクオリティを認めた上で『バイオハザードIII』においても主要キャストの配役は同じにした事を公式に認めている。
『ダイ・ハード』シリーズでは、本番組で放送の際にブルース・ウィリス演じるジョン・マクレーンの吹き替えを野沢那智が担当するものを制作。第3作から12年後に公開された続編『ダイ・ハード4.0』の劇場公開版吹き替えでのマクレーン役は、それまで同シリーズのソフト版で担当した樋浦勉でなく野沢が起用され、本番組の吹き替えが後続作品のキャスティングにも影響を与えた。
2010年代に入ると、吹き替えの統一化や時代背景の変化、娯楽の多様化、担当声優の高齢化、コスト削減など様々な理由から制作の機会が減少。劇場公開・映像ソフト版の吹き替えを流用することも増える一方で、新たに制作する場合には「特別吹き替え版」と題して放送したり、公式サイトに声優へのインタビューやコラムを掲載したりするなど、番組限定の吹き替えに付加価値を与える広報戦略を取るなどかなりのこだわりを見せていた。しかし、番組末期には不定期放送となり洋画自体の放送が大幅に減少したことで、ソフト版や他局で過去に放送された音源を使用するなど既存の音源を流用しての放送となっていった。

### タレント吹き替えの事例
- 丹波哲郎：『第七の暁』※本人吹き替え
- 人見明：『大いなる西部』※1973年版
- 松山英太郎：『コレクター』1975年版
- 藤岡弘、：『ドラゴン危機一発』
- 中尾彬：『ドラゴン怒りの鉄拳』
- 宍戸錠：バート・ランカスターの吹き替え（『真紅の盗賊』、『プロフェッショナル』、『OK牧場の決斗』1979年版）
- 郷ひろみ：『サタデー・ナイト・フィーバー』
- 小柳ルミ子：『ミスター・グッドバーを探して』
- 初代タイガーマスク（佐山聡）：『パラダイス・アレイ』
- 沢田研二：『コレクター』※1985年版
- 宮崎美子：『アマデウス』
- 佐藤B作：『アニマル・ハウス』
- 内山理名：『パール・ハーバー』
- 渡部建：『タイタンの戦い』
- 中原理恵：『スーパーマン1・2』
- 坂本龍一：『ラストエンペラー』※本人吹き替え

2011年2月20日放送『アイアンマン』では、バラエティ番組『お願い!ランキング』より以下のキャラクターが出演。同キャラクターの声優はテレビ朝日アナウンサーが務めており（誰かは非公表）、「アナウンサーが担当した吹き替え」とも解釈が可能となっている。その他のキャストはこちらを参照。
- おねがいレッド：男性レポーター役
- おねがいピンク：女性レポーター役

## 担当プロデューサー
常に数人がいた。本人の売り込みやそれぞれの得意とするジャンルを基に、チーフプロデューサーによって担当作が割り振られ決まる。他局と異なり、番組開始からしばらくは映画番組専門の部署を設けたことで、担当プロデューサーは本番組のほぼ専属であった。
ラインナップの選定、吹き替えの制作会社選定やキャスティングなど実制作、枠に合わせてカットする箇所の決定、淀川の解説撮影（存命時）など、番組全般に大きく関わっていた。淀川は「番組の生死はこの人達の手中にある」と評している。
- 高松博美
- 久保田直秀
- 菊谷邦雄
- 植木明
- 細見正人
- 小林直紀
- 中島孝三：担当作はバラエティに豊んでいた。『風とライオン』でのカット編集が黒澤明に絶賛された経験を持つ[18]。
- 猪谷敬二：主にB級・アクション作品を担当[18]。
- 山田ゆみ子：主に文芸・ミステリー・サスペンス作品を担当[18]。
- 圓井一夫：1980年代から長年チーフプロデューサーに就任。「名作・大作の圓井」との異名を持つ[18]。
- 福吉健[17]
- 梶淳
- 松田佐栄子
- 小久保聡
- 八木征志
- 岡田真由子
- 水谷圭[2]
- 大川武宏

## 歴代高視聴率獲得作品
『日曜エンタ』の一企画扱いに降格前のもののみ示す。数字はビデオリサーチ調べ、関東地区・世帯・リアルタイム。
| 順位 | 放送日         | 作品                                  | 視聴率 |
| ---- | -------------- | ------------------------------------- | ------ |
| 1位  | 1983年10月9日  | スーパーマン（1979年）                | 32.1%  |
| 2位  | 1977年5月15日  | エマニエル夫人（1975年）              | 30.8%  |
| 3位  | 1984年10月21日 | ザ・デイ・アフター（1984年）          | 30.0%  |
| 4位  | 1991年9月8日   | ターミネーター（1985年）              | 29.7%  |
| 5位  | 1990年10月7日  | ダイ・ハード（1989年）                | 29.0%  |
| 6位  | 1989年12月17日 | 男はつらいよ 寅次郎純情詩集（1977年） | 28.6%  |
| 7位  | 1990年4月1日   | ロボコップ（1988年）                  | 28.0%  |
| 8位  | 1983年10月16日 | 男はつらいよ 寅次郎純情詩集（1977年） | 27.2%  |
| 8位  | 1972年7月16日  | 史上最大の作戦（後編）（1963年）      | 27.2%  |
| 10位 | 1974年4月7日   | 007 ゴールドフィンガー（1965年）      | 26.7%  |

## 突発的事態による番組休止・変更
| 放送予定日    | 放送予定だった作品                                            | 差し替えて放送された作品           | 変更理由                                                                                                  | 振り替え放送  | 備考      |
| ------------- | ------------------------------------------------------------- | ---------------------------------- | --- | ------------- | --------- |
| 1989年1月8日  | ロマンシング・アドベンチャー/キング・ソロモンの秘宝（1985年） | （番組休止）                       | 昭和天皇崩御（死去）に伴う特別番組への差し替えのため。                                                    | 1989年2月19日 |           |
| 2004年9月5日  | ボルケーノ(1997年)                                            | L.A.コンフィデンシャル（1997年）   | 9月1日に発生した浅間山の噴火による社会情勢を鑑みたため。                                                  | 2005年9月25日 |           |
| 2007年12月2日 | エボリューション（2001年）                                    | （番組休止）                       | 直前の2007年アジア野球選手権大会兼北京五輪アジア地区最終予選の韓国×日本戦の中継時間の延長が長引いたため。 | 2011年7月25日 | [ 注 17 ] |
| 2010年2月21日 | 交渉人（1998年）                                              | はぐれ刑事純情派・最終回スペシャル | 17日に急逝した俳優・藤田まことの追悼特別企画のため。                                                      | 2010年2月28日 | [ 注 18 ] |
| 2011年3月20日 | ジャンパー 世界未公開バージョン（2008年）                     | プラダを着た悪魔（2006年）         | 不明 | 2011年3月27日 | [ 注 20 ] |

## ネット局

### 『日曜エンタ』開始前の過去のネット局
系列は現在の系列。放送当時テレビ朝日系列単独加盟局やクロスネット局だった局は○を、テレビ朝日系新局開局やネットチェンジによる終了は△をそれぞれ付加してある。
| 放送対象地域   | 放送局            | 系列                                         | 備考                                                                            |    |
| -------------- | ----------------- | -------------------------------------------- | ------------------------------------------------------------------------------- | -- |
| 青森県         | 青森放送          | 日本テレビ系列                               | 1991年9月まで                                                                   | ○△ |
| 岩手県         | テレビ岩手        | 日本テレビ系列                               | 1969年12月開局から、1971年12月打ち切り                                          | ○  |
| 秋田県         | 秋田放送          | 日本テレビ系列                               | 1992年3月まで                                                                   | △  |
| 山形県         | 山形放送          | 日本テレビ系列                               | 1981年10月から1993年3月まで                                                     | ○△ |
| 宮城県         | ミヤギテレビ      | 日本テレビ系列                               | 1970年10月開局から1975年9月まで                                                 | ○△ |
| 福島県         | 福島中央テレビ    | 日本テレビ系列                               | 1970年2月1日のサービス放送から1981年9月27日まで                                 | ○△ |
| 新潟県         | NST新潟総合テレビ | フジテレビ系列                               | 旧新潟総合テレビ 1981年4月から1983年9月まで                                     | ○△ |
| 長野県         | テレビ信州        | 日本テレビ系列                               | 1980年10月開局から1991年3月まで                                                 | ○△ |
| 福井県         | 福井テレビ        | フジテレビ系列                               |                                                                                 |    |
| 中京広域圏     | 中京テレビ        | 日本テレビ系列                               | 1969年4月から1973年3月まで 名古屋テレビ（メ〜テレ）との変則ネット解消により終了 | ○△ |
| 近畿広域圏     | 毎日放送          | TBS系列                                      | 1975年3月30日まで 朝日放送（ABCテレビ）との腸捻転解消により終了                 | ○△ |
| 鳥取県・島根県 | 日本海テレビ      | 日本テレビ系列                               | 1972年10月から1989年9月まで                                                     |    |
| 鳥取県・島根県 | 山陰放送          | TBS系列                                      | 1989年10月から2009年3月まで                                                     |    |
| 岡山県         | 岡山放送          | フジテレビ系列                               | 旧愛称：テレビ岡山 1969年4月開局から1979年3月まで                               | ○△ |
| 広島県         | 中国放送          | TBS系列                                      | 1970年11月まで                                                                  | △  |
| 愛媛県         | テレビ愛媛        | フジテレビ系列                               | 1995年3月まで                                                                   | △  |
| 高知県         | 高知放送          | 日本テレビ系列                               | [ 注 30 ]                                                                       |    |
| 長崎県         | 長崎放送          | TBS系列                                      | 1990年3月まで                                                                   | △  |
| 熊本県         | テレビくまもと    | フジテレビ系列                               | 1969年4月開局から1989年9月まで                                                  | ○△ |
| 大分県         | テレビ大分        | 日本テレビ系列 フジテレビ系列                | 1993年9月まで                                                                   | ○△ |
| 宮崎県         | 宮崎放送          | TBS系列                                      | 1970年代後半頃に時差ネット                                                      |    |
| 宮崎県         | テレビ宮崎        | フジテレビ系列 日本テレビ系列 テレビ朝日系列 | 2004年11月7日に1度だけ放送                                                      |    |
| 鹿児島県       | 鹿児島テレビ      | フジテレビ系列                               | 1969年4月開局から1982年9月まで                                                  | ○△ |
| 沖縄県         | 琉球放送          | TBS系列                                      | 1982年打ち切り                                                                  |    |

## 書籍
- テレビ朝日『映画はブラウン館の指定席で : 淀川長治と『日曜洋画』の20年』全国朝日放送、1986年。ISBN 4881310798。：放送20周年記念に発売。